# Landskapsrätter i Sverige

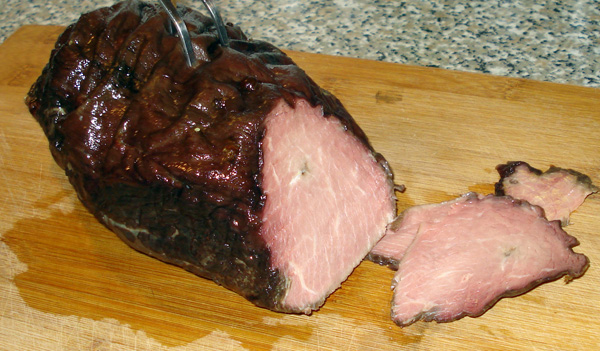
Tjälknöl - landskapsrätt i Medelpad.

Landskapsrätterna är i likhet med andra svenska landskapssymboler, med undantag av landskapsvapnen, inte officiellt fastställda.

## Bakgrund
Landskapsrätterna har blivit framröstade på ett eller annat sätt. 1963 utgav Oskar Jakobsson i samarbete med Svenska Turistföreningen fram Svenska landskapsrätter, vilken sedan getts ut i ett flertal utgåvor (5:e utgåvan utom 1990). År 1995 skapades efter omröstning på telefonkatalogerna en ny uppsättning landskapsrätter som sedan gavs sedan ut i en gemensam kokbok, och några år senare hade Tidningen Buffé från Ica en omröstning om vilken rätt som skulle passa som landskapsrätt. Det finns även andra företag eller organisationer som utsett landskapsrätter.

## Lista
| Landskap      | Landskapsrätt enligt Sveriges landskapsrätter (Sveriges Kökschefers Förening och Servicegrossisterna, 1999)  | Landskapsrätt enligt Ica     | Landskapsrätt enligt andra                                             |
| ------------- | --- | ---------------------------- | ---------------------------------------------------------------------- |
| Blekinge      | Ålsoppa | Sjömansbiff                  |                                                                        |
| Bohuslän      | Makrillsoppa                                                                                                 | Äggost                       |                                                                        |
| Dalarna       | Älgfärsbiffar med örtstuvad majrova, lingon och kantareller på stomptallrik                                  | Rårakor med fläsk            |                                                                        |
| Dalsland      | Gäddfärsbiffar med örtgräddfilsås                                                                            | Äppelkaka från Åmål          |                                                                        |
| Gotland       | Marinerad lammstek med säsongens grönsaker                                                                   | Saffranspannkaka             |                                                                        |
| Gästrikland   | Senapsgratinerad strömming, grynkaka, tunnbrödsstips och lingonchutney                                       | Sotare med färskpotatis      |                                                                        |
| Halland       | Cheddarbakad Halmstadslax med pepparkokta rotfrukter och dillsky                                             | Långkål med skinka           |                                                                        |
| Hälsingland   | Älgfärsjärpar med pärgröt, fläsk, korngryn och rotsaker                                                      | Hälsingeostkaka              |                                                                        |
| Härjedalen    | Ugnstekt, örtfylld fjällröding med flötgröt och ragu på toppmurklor, sparris och svartrot                    | Röding med flötgröt          | Stekt röding. Framröstad genom Matakademien i Jämtland och Härjedalen. |
| Jämtland      | Bouillabaisse på röding med syrade rotfrukter, serverat med getostfilbunke i tunnbrödskåsa                   | Älgstek med murklor          | Älggryta. Framröstad genom Matakademien i Jämtland och Härjedalen.     |
| Lappland      | Ugnstekta ripbröst med svart vinbärssås, selleripuré och små paltpotatisar                                   | Suovas pirko                 |                                                                        |
| Medelpad      | Harsadel med potatis och Karl Johansvamppuré, rårörda porstranbär och enbärssås                              | Tjälknöl                     |                                                                        |
| Norrbotten    | Kokt, rimmad älgbringa med pepparrotsås och pressgurka                                                       | Pitepalt                     |                                                                        |
| Närke         | Cajsa Wargs hjälmargös med trattkantareller, bacon och gräslökssås                                           | Skomakarlåda                 |                                                                        |
| Skåne         | Brännesnuda                                                                                                  | Äggakaka                     |                                                                        |
| Småland       | Ostgratinerad gösfilé med potatismos                                                                         | Småländsk ostkaka            | Isterband. Ostkaka. Utsedd av Region Matkultur Småland                 |
| Södermanland  | Stekt pomerans- och nejlikeinlagd strömming med kumminkryddat knäckebröd                                     | Sorundatårta                 |                                                                        |
| Uppland       | Uppländsk husmanskost                                                                                        | Ångbåtsbiff                  |                                                                        |
| Värmland      | Inbakad älgfärsbiff med trattkantareller och potatiskaka                                                     | Nävgröt med fläsk och lingon |                                                                        |
| Västerbotten  | Älgwallenbergare med västerbottnisk potatiskaka och syltade kantareller                                      | Västerbottenpaj              |                                                                        |
| Västergötland | Fläskfilé med kantarell- och kålrabbisås                                                                     | Grynkorv med stuvade bönor   |                                                                        |
| Västmanland   | Halstrad, lättgravad gösfilé på skogssvamp och gurktagliatelle med pepparrotscrèmefraiche och tomatvinägrett | Mälargös med pepparrot       |                                                                        |
| Ångermanland  | Örtmarinerad skeppsmalen lax med makalös fruktsås                                                            | Surströmmingsklämma          |                                                                        |
| Öland         | Laxkroppkakor med dillgrädde                                                                                 | Öländska kroppkakor          | Lufsa (enligt Raggmunksakademien)                                      |
| Östergötland  | Östgötsk grönärtsoppa med nässelbröd                                                                         | Raggmunk med lingon          | Raggmunk. Utsedd av Regional matkultur i Östergötland                  |